# Strumigenys appretiata
Strumigenys appretiata (лат.) — вид мелких муравьёв из трибы Attini (ранее в Dacetini, подсемейство Myrmicinae).

## Распространение
Южная Америка: Бразилия, Парагвай.

## Описание
Длина коричневатого тела менее 2 мм (от 1,9 до 2,0 мм), длина головы от 0,52 до 0,56 мм. Усики 6-члениковые. Скапус усика очень короткий, дорзо-вентрально сплющенный. Мандибулы короткие субтреугольные с 5—7 мелкими зубцами. Стебелёк между грудкой и брюшком состоит из двух члеников: петиолюса и постпетиолюса (последний четко отделен от брюшка), жало развито, куколки голые (без кокона). Хищный вид, охотится на мелкие виды почвенных членистоногих.
Вид был впервые описан в 1954 году бразильским энтомологом Томасом Боргмайером (Thomas Borgmeier, 1892—1975) под первоначальным названием Glamyromyrmex appretiatus Borgmeier, 1954, а его валидный статус подтверждён британским мирмекологом Барри Болтоном.
Вид включён в состав видовой группы Strumigenys appretiata вместе с несколькими американскими видами (Strumigenys deinomastax, S. glenognatha, S. hadrodens, S. halosis, S. raptans, S. raptans, S. siagodens, S. teratrix, S. wheeleriana, S. xenochelyna).